# 亞納拉胡山 (永蓋省)
9°2′14″S 77°35′16″W / 9.03722°S 77.58778°W

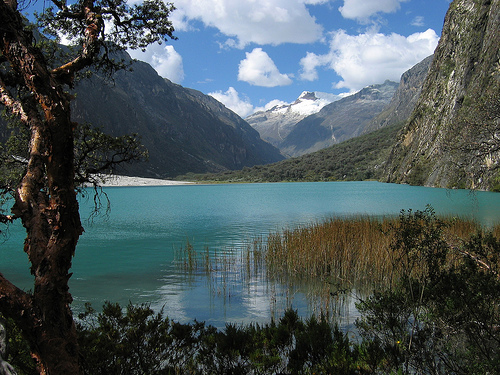

亞納拉胡山（Yanarrajo），是秘魯的山峰，位於該國北部安卡什大區的永蓋省，屬於安第斯山脈的一部分，處於亞納帕查山西南面，海拔高度約5,055米。